# Bernd Wedemeyer-Kolwe
Bernd Wedemeyer-Kolwe geborener Wedemeyer (* 1961 in Kassel) ist ein deutscher Sportwissenschaftler und Volkskundler. Er ist vor allem mit sporthistorischen Arbeiten hervorgetreten.

## Leben
Bernd Wedemeyer absolvierte von 1981 bis 1988 an der Georg-August-Universität Göttingen ein Magisterstudium mit den Fächern Volkskunde (1983–1988), Vor- und Frühgeschichte (1981–1988) sowie Assyriologie (1984–1988). 1992 wurde er dort bei Rolf Wilhelm Brednich mit der Dissertation Wohnverhältnisse und Wohnungseinrichtung in Göttingen im 18. und in der ersten Hälfte des 20. Jahrhunderts zum Dr. phil. promoviert. Daneben hegte er auch großes Interesse für die Sportgeschichte, neben Turnen insbesondere für Kraftsport und Bodybuilding. Dazu legte er 1996 das Buch Starke Männer, starke Frauen. Eine Kulturgeschichte des Bodybuildings, eine der ersten populärwissenschaftlichen Darstellungen zur modernen Fitnessbewegung, vor. Wedemeyer vertiefte in der Folge seine Forschungen zu deren Anfangsjahren in Deutschland und legte dazu eine weitere, kumulative Dissertation mit dem Titel Die Bodybuildingbewegung im Kaiserreich und in der Weimarer Republik vor, mit der er 2001 bei Arnd Krüger zum Dr. disc. pol. promoviert wurde. Bereits im Jahr darauf habilitierte er sich mit der Darstellung „Der neue Mensch“. Körperkultur im Kaiserreich und in der Weimarer Republik, die 2004 auch im Druck erschien, und erhielt daraufhin ebenfalls im Jahr 2002 die venia legendi für das Fach „Sportgeschichte“, das er zunächst als Privatdozent und seit 2007 als außerplanmäßiger Professor am Institut für Sportwissenschaften der Universität Göttingen vertritt. Seit 2010 hält er dort zudem Lehrveranstaltungen am Institut für Kulturanthropologie/Europäische Ethnologie ab.
Von 2003 bis 2010 war Bernd Wedemeyer-Kolwe als freiberuflicher Mitarbeiter mit dem Aufbau des Archivs des Landes-Sport-Bunds Niedersachsen beauftragt. Er war Vorsitzender des Wissenschaftlichen Beirats des Niedersächsischen Instituts für Sportgeschichte e. V. (NISH) und ist seit 2011 dessen Wissenschaftlicher Leiter und Geschäftsführer.
Zu seinen wissenschaftlichen Schwerpunkten gehören neben der Sport- und Turngeschichte allgemein vor allem die Körpergeschichte, die Geschichte der Lebensreform und der sozialen Bewegungen, die Geschichte der völkischen Bewegung und die Geschichte des Okkultismus. Von 2004 bis 2011 lieferte er als freiberuflicher Mitarbeiter des Behinderten-Sportverbandes Niedersachsen (BSN) sowie des Deutschen Behindertensportverbandes (DBS) Beiträge – darunter zwei Fachbücher – zur Geschichte des Behindertensports.
Wedemeyers Publikationen zeichnen sich dadurch aus, dass sie den jeweiligen sporthistorischen Gegenstand auch in das sonstige zeitgeschichtliche und kulturgeschichtliche Umfeld einordnen. Dies gelang ihm auch in seiner 1999 veröffentlichten Biografie des „Athletenvaters“ Theodor Siebert.

## Schriften
- Coffee de Martinique und Kayser-Thee. Archäologisch-volkskundliche Untersuchungen am Hausrat Göttinger Bürger im 18. Jahrhundert. Edition Moderne Archäologie. Materielle Kultur (Band 1), Göttingen 1989, ISBN 3-927780-00-6.
- Wohnverhältnisse und Wohnungseinrichtung in Göttingen im 18. und in der ersten Hälfte des 20. Jahrhunderts (= Kulturwissenschaft. Band 1). Dissertation, Göttingen 1992, ISBN 3-926142-22-7.
- als Hrsg. mit Arnd Krüger: Kraftkörper – Körperkraft. Zum Verständnis von Körperkultur und Fitness gestern und heute. Begleitheft zur Ausstellung in der Eingangshalle der neuen Universitätsbibliothek, 3.7.–31.7.1995 (= Göttinger Bibliotheksschriften. Nr. 8) Göttingen 1995, ISBN 3-930457-06-7.
- Starke Männer, starke Frauen. Eine Kulturgeschichte des Bodybuildings. München 1996, ISBN 3-406-39246-6.
- Der Kraftsportnachlaß Schaefer. Eine Bestandsübersicht. Hoya 1997.
- Eine Bürgerinitiative mit Tradition. Festschrift zum 150jährigen Jubiläum. Turngemeinde von 1848 Northeim e. V. Northeim 1999.
- Der Athletenvater Theodor Siebert. Eine Biographie zwischen Körperkultur, Lebensreform und Esoterik. Göttingen 1999, ISBN 3-928312-08-1.
- Festschrift anläßlich des 100jährigen Jubiläums des Hessischen Athleten-Verbandes. 1899–1999. Egelsbach 1999.
- als Hrsg. mit Arnd Krüger: Aus Biographien Sportgeschichte lernen. Festschrift zum 90. Geburtstag von Prof. Dr. Wilhelm Henze (= Schriftenreihe des Niedersächsischen Instituts für Sportgeschichte Hoya e. V. Band 14). Hoya 2000, ISBN 3-932423-07-0.
- Die Bodybuildingbewegung im Kaiserreich und in der Weimarer Republik. Kumulative Dissertation 2001.
- „Der neue Mensch“. Körperkultur im Kaiserreich und in der Weimarer Republik. Habilitationsschrift Würzburg 2004; 2. Auflage ebenda 2006, ISBN 3-8260-2772-8.
- als Hrsg. mit Judith Baumgartner: Aufbrüche – Seitenpfade – Abwege. Suchbewegungen und Subkulturen im 20. Jahrhundert. Festschrift für Ulrich Linse. Würzburg 2004, ISBN 3-8260-2883-X.
- Das Archiv des Landes-Sport-Bundes Niedersachsen. Forschungsübersicht und Bestandskatalog (= Schriftenreihe des Niedersächsischen Instituts für Sportgeschichte Hoya, Materialien zur niedersächsischen Sportgeschichte. Nr. 8). Göttingen 2006, ISBN 3-932423-31-3.
- „Verhinderte Gesunde“? Die Geschichte des niedersächsischen Behindertensports. Neuer Start, Hannover 2010, ISBN 978-3-9808244-0-8.
- Vom „Versehrtenturnen“ zum Deutschen Behindertensportverband (DBS) – Eine Geschichte des deutschen Behindertensports. Arete, Hildesheim 2011, ISBN 978-3-942468-02-2.
- Aufbruch! Die Lebensreform in Deutschland. Verlag Philipp von Zabern in der Wissenschaftlichen Buchgesellschaft, Darmstadt 2017, ISBN 978-3-8053-5067-9.